# Aanbrengen
Aanbrengen is een formele douaneterm die in het Communautair Douanewetboek nader wordt verklaard. Op het moment dat goederen de grens van de Europese Unie passeren zijn ze aan douanetoezicht onderworpen. Ze moeten bij de douane getoond of aangebracht worden. Dit betekent dat de douane bevoegd is om controle in te stellen. Diegene die de goederen binnenbrengt heeft de verplichting deze zo snel mogelijk via een bepaalde route naar een douanekantoor te brengen.
Het systeem dat gebruikt wordt om de binnenkomende goederenstroom geautomatiseerd af te handelen in Nederland is Sagitta (Systeem voor Automatische Gegevensverwerking met betrekking tot Invoeraangiften met Toepassing van Terminals voor het doen van Aangifte). Bijna alle EU-landen zijn betrokken bij een gemeenschappelijk systeem met de naam NCTS (New Computerised Transit System). 

## Pre-arrivalinformatie
Voor sommige goederen is het verplicht om informatie over deze goederen te verstrekken aan de douane of aan andere instanties voordat de goederen aankomen. Dit geldt bijvoorbeeld voor vleesproducten. Voor andere goederen mag men op vrijwillige basis voor aankomst de informatie aan de douane doorgeven. Dit pre-arrival aanleveren van informatie gebeurt tegenwoordig heel vaak (in Nederland in het systeem Sagitta Binnenbrengen). Voor aankomst wordt dus zowel informatie over de goederen als over het schip of vliegtuig aangeleverd.

## Aanbrengen
Vervoermiddelen en de goederen die zij vervoeren die het douanegebied van de EU binnenkomen, moeten meteen worden aangebracht bij de douane. Voor binnenkomende schepen betekent dit dat zij langs aangewezen vaarwateren moeten varen naar een haven die valt onder een genoemd douanekantoor. Binnenkomende luchtvaartuigen moeten zonder tussenlanding vliegen naar een internationale luchthaven die valt onder een genoemd douanekantoor. Daar worden vervoermiddelen en de goederen aangebracht.
Schepen moeten daarvoor een generale verklaring IMO/FAL 1 aan de douane overleggen. Hierin wordt opgave gedaan van de gegevens van het schip, zoals gegevens over de eventueel aan boord aanwezige lading, de hierbij over te leggen bescheiden, nationaliteit, bruto registerton en kubieke inhoud. De IMO/FAL 1 levert ook gegevens voor de havendiensten en het te betalen zeehavengeld, alsmede gegevens voor de nationale statistieken.
Vliegtuigen die op een internationale luchthaven zijn geland worden geacht te zijn aangebracht door plaatsing van het luchtvaartuig op het daarvoor aangewezen gedeelte van de luchthaven.
Bij het aanbrengen moet mededeling worden gedaan aan de douane van de aankomst van goederen in de Europese Unie. Hierbij wordt tevens mededeling gedaan van de plaats waar het vervoermiddel zich bevindt. Dit mag worden gedaan door degene die de goederen heeft binnengebracht, maar ook door degene voor wie de goederen zijn binnengekomen.
De mededeling kan mondeling, per telefoon, mail of fax enz. worden gedaan. In de regel zal de mededeling in Nederland worden gedaan door middel van het systeem Sagitta Binnenbrengen, omdat de pre-arrival informatie daarin ook al is aangeleverd.
Met toestemming van de douane is voor belanghebbende mogelijk om de goederen te onderzoeken of er monsters van te nemen. Dit kan bijvoorbeeld nodig zijn om gegevens voor het doen van de douaneaangifte te verzamelen.

## Summiere aangifte
Nadat de goederen zijn aangebracht bij de douane wordt een summiere aangifte gedaan waarbij slechts de globale gegevens over de goederen worden vermeld. Dit betekent dat in deze aangifte alleen het aantal colli, merken en nummers, het brutogewicht en een summiere omschrijving van de goederen volgens de algemene handelsbenaming wordt vermeld.
De summiere aangifte wordt in de regel ook met behulp van het systeem Sagitta Binnenbrengen gedaan. Als de informatie al in het systeem is opgenomen voor aankomst (pre-arrival informatie) dan hoeft alleen de status van de informatie te worden gewijzigd naar summiere aangifte. Deze procedure geldt voor zowel goederen die via zee als voor goederen die via de lucht binnenkomen.
De douane kan toestaan dat geen summiere aangifte wordt gedaan als direct een douaneaangifte wordt gedaan om de goederen een douanebestemming te geven.

### Summiere aangifte voor zeevracht
De volgende documenten worden gebruikt voor de summiere aangifte voor over zee binnengebrachte goederen:

#### Douane 11
De eigenlijke summiere aangifte voor de binnen te brengen goederen wordt in de regel gedaan door middel van een formulier Douane 11 met daarin een manifest of alleen een manifest. Ook deze aangifte kan elektronisch worden gedaan in het systeem Sagitta Binnenbrengen.

#### IMO/FAL 3
De scheepsvoorraadaangifte IMO/FAL 3 wordt gebruikt voor de bemanning en het zeeschip zelf. Het is een summiere aangifte waarin bijvoorbeeld voedsel, drank en tabakswaren worden omschreven voor het gebruik aan boord. Er moet voor deze goederen aangifte worden gedaan omdat deze zich veelal belastingvrij aan boord bevinden. Een bepaalde hoeveelheid van deze goederen wordt vrijgegeven voor gebruik aan boord.

#### IMO/FAL 4
Met de aangifte IMO/FAL 4 worden de persoonlijke goederen van de bemanningsleden aangegeven.

#### Douane 51
De doorvoerlijst Douane 51 wordt gebruikt voor goederen die met het zeeschip zijn binnengekomen en worden overgeladen in een ander zeeschip dat dezelfde vaarwater van binnenkomst ook weer verlaat. Het wordt alleen gebruikt als de summiere aangifte schriftelijk wordt gedaan. In alle andere gevallen wordt het New Computerized Transit System (NCTS) gebruikt. 

### Summiere aangifte voor luchtvracht
Voor de summiere aangifte voor door de lucht binnengebrachte goederen kan gebruik worden gemaakt van de Generale Verklaring Luchtvaart met daarin vervat het manifest van de lading of alleen het manifest van de lading. Op de Generale Verklaring staan de algemene gegevens van het vliegtuig vermeld. Verder staan hierop gegevens over de gezagvoerder, de bemanning en passagiers, de herkomst- en bestemmingshaven en een globale omschrijving van de lading.
De manifestgegevens kunnen ook elektronisch worden aangeleverd.
De airwaybill is een belangrijk bescheid dat gegevens kan leveren voor de douane. Het is een vrachtbrief die hoort bij een goederenzending aan boord van het vliegtuig. De airwaybill levert ook gegevens over de luchthaven van vertrek en bestemming met de naam van de afzender en geadresseerde alsmede de waarde van de goederen. Dit zijn gegevens die bij de risico-inschatting door de douane worden gebruikt. Ook de airwaybill-gegevens kunnen geautomatiseerd aan het systeem Sagitta Binnenbrengen worden aangeleverd.
Daarnaast eisen andere overheidsdiensten nog andere of aanvullende aanvullende aangiften.